# شهرستان قوباداغ
شهرستان قوباداغ (به لاتین: Gubadag etraby، قوُباداغ اتراییٛ) یک شهرستان منحل شده در ترکمنستان است که در استان بلخان واقع شده‌است.
این شهرستان در تاریخ ۹ نوامبر ۲۰۲۲، با حکم مجلس ترکمنستان، منحل شده و اراضی آن به شهرستان بولدوم‌ساز ملحق شد.